# Manuel de Arriaga

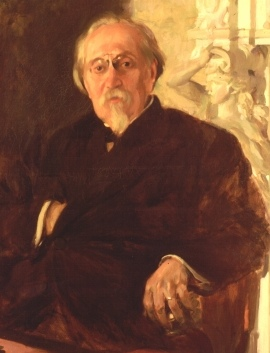
Manuel de Arriaga

Manuel de Arriaga, född 8 juli 1840, död 5 mars 1917, var en portugisisk universitetslärare, skald och statsman.
Som professor i Coimbra var Arriaga nära lierad med Teófilo Braga och Antero de Quental. Han ivrade liksom dessa för folkupplysning och var med om att börja en folklig föreläsningsverksamhet, vilken den dåvarande regeringen emellertid kvävde i sin linda. 
Ivrig republikan kastade han sig in i revolutionen 1910. Året därpå valdes han till portugisiska republikens förste president, på vilken post han kvarstod till 1915. Arriaga har skrivit en del dikter, men som poet är hans betydelse ganska liten.